# Justine Wong-Orantes
Justine Wong-Orantes (Torrance, 6 ottobre 1995) è una pallavolista statunitense, libero della LOVB Omaha.

## Carriera

### Club
La carriera di Justine Wong-Orantes inizia nei tornei scolastici californiani, giocando come palleggiatrice nella Los Alamitos HS. Dopo il diploma entra a far parte della squadra di pallavolo femminile della Nebraska, impegnata in NCAA Division I: fa parte del programma dal 2013 al 2016, giocando nel ruolo di libero, vincendo il titolo nazionale nel 2015 e ricevendo diversi riconoscimenti individuali.
Dopo due annate in collegiale con la sua nazionale, nella stagione 2019-20 firma il suo primo contratto professionistico in Germania, ingaggiata dallo Schweriner, in 1. Bundesliga, con cui vince la Supercoppa tedesca 2019; nell'annata seguente rimane in 1.Bundesliga passando al Wiesbaden, con cui gioca per due campionati.
Nel campionato 2022-23 emigra nella Ligue A francese, per indossare la casacca del Béziers, con il quale si aggiudica la coppa nazionale, mentre nel campionato seguente ritorna nella massima divisione tedesca, difendendo i colori del Potsdam. È poi di scena in patria, dove prende parte alla League One Volleyball con la LOVB Omaha

### Nazionale
Fa il suo esordio nella nazionale statunitense in occasione della Coppa panamericana 2016, vincendo la medaglia di bronzo: nel 2017 vince un oro nuovamente alla Coppa panamericana e un altro bronzo alla Grand Champions Cup, mentre nel 2018 conquista l'oro alla Volleyball Nations League e alla Coppa panamericana, quest'ultimo bissato nel 2019, quando viene anche eletta miglior ricevitrice e miglior libero del torneo, e sempre nello stesso vince l'argento prima alla Coppa del Mondo e poi al campionato nordamericano, dove viene premiata come miglior difesa.
Nel 2021 vince la medaglia d'oro alla Volleyball Nations League e ai Giochi della XXXII Olimpiade di Tokyo, ricevendo, in entrambi i casi, il premio come miglior libero, mentre nel 2023 arriva l'argento al campionato nordamericano, riconosciuta come miglior ricevitrice. Nel 2024 mette al collo la medaglia d'argento ai Giochi della XXXIII Olimpiade.

## Palmarès

### Club
- NCAA Division I: 1

2015
- Coppa di Francia: 1

2022-23
- Supercoppa tedesca: 1

2019

### Nazionale (competizioni minori)
- Coppa panamericana 2016
- Coppa panamericana 2017
- Coppa panamericana 2018
- Coppa panamericana 2019

### Premi individuali
- 2015 - All-America Third Team
- 2015 - NCAA Division I: Lexington Regional All-Tournament Team
- 2015 - NCAA Division I: Omaha National All-Tournament Team
- 2016 - All-America First Team
- 2019 - Coppa panamericana: Miglior ricevitrice
- 2019 - Coppa panamericana: Miglior libero
- 2019 - Campionato nordamericano: Miglior difesa
- 2021 - Volleyball Nations League: Miglior libero
- 2021 - Giochi della XXXII Olimpiade: Miglior libero
- 2023 - Campionato nordamericano: Miglior ricevitrice